# Almut Lehmann
Almut Lehmann verheiratet Peyper (* 10. Juni 1953 in Stuttgart) ist eine ehemalige deutsche Eiskunstläuferin.
Almut Lehmann war Paarläuferin und wurde mehrfache deutsche Meisterin zusammen mit Eislaufpartner Herbert Wiesinger. Bei den Europameisterschaften 1973 gewannen sie Bronze. 1970 gewann das Paar die Nebelhorn Trophy in Oberstdorf. Das Paar startete für den SC Rießersee.
Seit dem Ende ihrer Amateurkarriere arbeitet sie bei der Eisrevue Holiday on Ice in den USA.

## Erfolge/Ergebnisse

### Paarlauf mit Herbert Wiesinger
| Wettbewerb/Wintersaison  | 1970 | 1971 | 1972 | 1973 |
| ------------------------ | ---- | ---- | ---- | ---- |
| Olympische Winterspiele  | -    | -    | 5.   | -    |
| Weltmeisterschaften      | 6.   | 5.   | 5.   | 4.   |
| Europameisterschaften    | 5.   | 5.   | 4.   | 3.   |
| Deutsche Meisterschaften | 2.   | 1.   | 1.   | 1.   |